# Nigō
Nigō (jap. ニゴー, Nigō; wirklicher Name: Nagao Tomoaki (長尾 智明); * 23. Dezember 1970 in Maebashi) ist ein japanischer DJ, Musikproduzent, Modedesigner und Unternehmer.

## Karriere
Über die Grenzen Japans hinweg wurde er mit der Gründung des Urban Streetwear Modeunternehmen A Bathing Ape bekannt. Der Name Nigō bedeutet im japanischen Nummer zwei und bezieht sich auf die Ähnlichkeit seiner Werke mit Hiroshi Fujiwara, der häufig als godfather of Harajuku fashion betitelt wird.
2005 gründete Nigō zusammen mit Ilmari und Ryo-Z von Rip Slyme, Verbal von M-Flo und Wise die Teriyaki Boyz. Nigō hat zusammen mit Pharrell Williams die Marken Billionaire Boys Club und Ice Cream erschaffen. Seit 2006 strahlt MTV Japan exklusiv die von Nigō kreierte Fernsehsendung Nigoldeneye aus. Ein Jahr zuvor gewann Nigō bei den MTV Asia Awards den Style Award.
Im September 2021 übernahm Nigō den Posten des Chefdesigners bei dem Modeunternehmen KENZO.

## Diskografie (Auswahl)
Alben
- 1999: Ape Sounds (Toy’s Factory)
- 2000: Shadow of the Ape Sounds (Toy’s Factory)
- 2000: Shadow of the Ape Sounds Remixes (Toy’s Factory)
- 2001: Shadow of the Ape Sounds - Director’s Cut (Toy’s Factory)
- 2001: Ape Sounds Remix (Toy’s Factory)
- 2005: Nigo Presents Return of the Ape Sounds (Ape Sounds)
- 2006: Ni-Golden-Hits (Toy’s Factory)
- 2022: I Know Nigo!